# A Flora of the Northern and Middle Sections of the United States
A Flora of the Northern and Middle Sections of the United States (abreviado Fl. N. Middle United States) es un libro con ilustraciones y descripciones botánicas que fue escrito por el médico, químico, y botánico estadounidense John Torrey y publicado en Nueva York en 3 volúmenes en los años 1823-1824 con el nombre de Flora of the Northern and Middle Sections of the United States: or a systematic arrangement and description of all the plants hither to discovered in the United States north of Virginia.